# Вскрытие рек

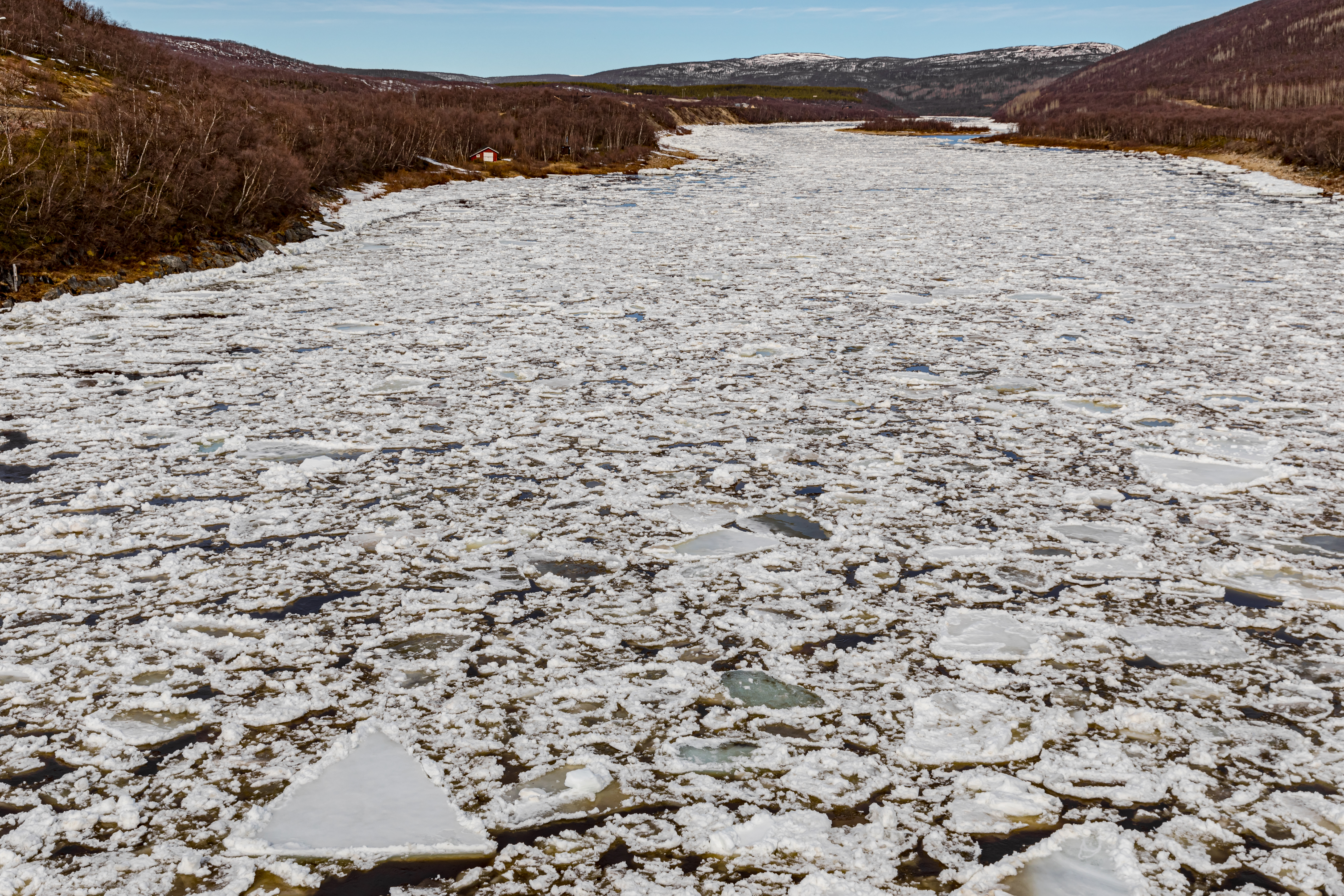
Вскрытие льда на реке Танаэльв

Вскры́тие рек — процесс разрушения ледяного покрова на реках вследствие потери его толщины и прочности под воздействием тепла, воздуха и воды, а также в результате увеличения скорости течения при подъёме уровня воды. Для вскрытия характерно появление закраин, полыней, ледоход. Процесс оканчивается полным очищением реки ото льда. В отличие от водоёмов (таких как озёра, водохранилища или пруды), где ледяной покров при разрушении выносится в реки или тает на месте, на реках лёд в ходе этого явления движется вниз по течению. 
Таяние берёт начало после установления положительного теплового баланса ледяного покрова, ещё до устойчивого перехода температуры воздуха к положительным значениям. Поверхностное и внутреннее таяние приводит к рассыпанию льда на отдельные кристаллы или группы кристаллов. Под влиянием ветра и течения целостность ледяного покрова нарушается. При подъёме уровня воды образуются вдольбереговые трещины, что приводит к нарушению связи ледяного покрова с берегами. В последующем рост уровня воды влечёт смещение льда на небольшие расстояния (подвижки льда), покров разбивается на ледяные поля по линиям трещин или в местах наиболее низкой прочности. Ледяные поля, сталкиваясь друг с другом или попадая на участки сужений русла и отмели разрушаются на льдины. Образовавшиеся ледяные поля и льдины движутся вниз по реке, знаменуя начало весеннего ледохода. В местах крутых поворотов, сужений русла, выполаживания продольного профиля дня и у кромки сплошного ледяного покрова ледоход может тормозить, приводить к формированию заторов. 
На реках с малой скоростью течения вскрытие происходит главным образом под воздействием тепловых факторов, лёд чаще тает на месте. На средних и больших реках разрушение ледяного покрова стимулируют как тепловые, так и механические факторы. Их соотношение находится в зависимости от гидрологических и метеорологических условий весеннего сезона. Ледоход при высоких уровнях воды может привести к нанесению ущерба гидротехническим сооружениям и суднам. После ледохода на берегах могут образоваться нагромождения льдин (навалы льда). 